# Conselleria de Turisme de la Generalitat Valenciana
La Conselleria de Turisme de la Generalitat Valenciana ha estat un departament o conselleria del Consell de la Generalitat Valenciana que ha estat actiu en diverses etapes i governs de la Generalitat. La major part del temps des de l'etapa autonòmica del País Valencià ha estat integrada en la conselleria d'Indústria i Comerç.
Aquesta conselleria s'ha encarregat del foment i l'ordenació de l'activitat turística, i en general, l'execució de la política turística del Consell.

## Històric de competències
La conselleria de Turisme és una de les carteres amb les que arranca el Consell del País Valencià preautonòmic amb Alberto Jarabo al capdavant. L'any 1981 es crea un efímer departament de Transport i Turisme que desapareix amb la conformació del govern de la primera legislatura en que les competències s'integren a la conselleria d'Indústria, Comerç i Turisme des d'on es gestionaran fins a l'any 2004 (VI Legislatura) quan es recupera el departament amb Milagrosa Martínez com a consellera. Dos consellers més gestionen la cartera en la legislatura 2007-2011 fins que aquell any es crea un departament inèdit fins al moment que agrupa amb Turisme les competències en Cultura i Esport (Conselleria de Turisme, Cultura i Esport) i que restarà activa un any, fins al desembre de 2012. Moment en el qual les competències en la matèria es dissolen de nou en el departament d'Indústria.
En les legislatures IX (2015-2019) i X (2019-2023) les polítiques de foment i ordenació turística recauen en una secretaria autonòmica gestionada per Francesc Colomer que estarà sota el control directe de la presidència de la Generalitat Valenciana, en aquell moment Ximo Puig.
En l'onzena legislatura (2023-2027) ha tornat a integrar-se en la conselleria ara anomenada d'Innovació, Indústria, Comerç i Turisme.

## Llista de Conselleres i Consellers
| #                                              | Legislatura  | Nom | Nom                        | Inici mandat           | Fi mandat              | Partit polític | Partit polític |
| ---------------------------------------------- | ------------ | --- | -------------------------- | ---------------------- | ---------------------- | -------------- | -------------- |
| 1                                              | Preautonomia |     | Alberto Jarabo Payá        | 10 d'abril de 1978     | 4 de juny de 1979      |                | AP             |
| 2                                              | Preautonomia |     | Enric Monsonís i Domingo   | 30 de juny de 1979     | 17 de desembre de 1979 |                | UCD            |
| 3                                              | Preautonomia |     | Antonio Espinosa Chapinal  | 17 de desembre de 1979 | 1 d'octubre de 1980    |                | UCD            |
| 4                                              | Preautonomia |     | Josep Lluís Sorribes Mur   | 1 d'octubre de 1980    | 15 de setembre de 1981 |                | UCD            |
| Conselleria de Transport i Turisme (1981-1983) |              |     |                            |                        |                        |                |                |
| 5                                              | Preautonomia |     | Vicente Gómez Chirivella   | 15 de setembre de 1981 | 28 de juny de 1983     |                | PCPV           |
| Dissolta (1983-2004)                           |              |     |                            |                        |                        |                |                |
| Conselleria de Turisme (2004-2009)             |              |     |                            |                        |                        |                |                |
| 6                                              | VI           |     | Milagrosa Martínez Navarro | 27 d'agost de 2004     | 14 de juny de 2007     |                | PP             |
| 7                                              | VII          |     | Angélica Such Ronda        | 29 de juny de 2007     | 31 d'agost de 2009     |                | PP             |
| 8                                              | VII          |     | Belén Juste Picón          | 31 d'agost de 2009     | 22 de juny de 2011     |                | PP             |
| Dissolta (2011- )                              |              |     |                            |                        |                        |                |                |

## Històric de càrrecs
- Secretaria Autonòmica de Turisme: 
  - Matías Pérez Duch (- 6 juliol 2007[6])

- Sotssecretaria:
  - Carlos-Alberto Precioso Estiguín (- 6 juliol 2007[6])
  - Jorge Juan Muñoz Gil (6 juliol 2007[6] -)